# Зов тигра (национальный парк)
«Зов Ти́гра» — национальный парк России, образованный 2 июня 2007 г. в целях сохранения и восстановления природных комплексов и объектов, историко-культурных объектов, экологического просвещения населения, разработки и внедрения научных методов охраны природы, осуществления экологического мониторинга, создания условий для регулируемого туризма и отдыха.

## География
Строение рельефа территории национального парка весьма сложное. Основными его элементами являются участок южной части хребта Сихотэ-Алинь, горная система горы Облачная, верхняя часть бассейна Милоградовка, самые верховья реки Уссури, а также северная часть бассейна
В пределах национального парка высотные отметки изменяются от 155 до 1854 м. Высочайшие вершины — Снежная и Сестра (1671 м) Только гор с высотой свыше 1 км над уровнем моря на территории национального парка и по его границам пятьдесят шесть.
Климат на территории национального парка континентальный с резко выраженными муссонными чертами.
Площадь парка 83343 га (согласно распоряжению Правительства РФ — 82 152 га).

## Фауна
Территория национального парка характеризуется значительным фаунистическим разнообразием. Здесь обитают практически все редкие, эндемичные и ценные виды млекопитающих юга Дальнего Востока. В периоды депрессии численности многих видов именно эта территория служила очагом сохранения и последующего восстановления численности.
Список млекопитающих включает:
Отряд Насекомоядные: даурский ёж, уссурийская могера, около 10 видов бурозубок.
Отряд Зайцеобразные: маньчжурский заяц, заяц-беляк, северная пищуха.
Отряд Грызуны: обыкновенная летяга, маньчжурская белка, бурундук, азиатская лесная мышь, полевая мышь, мышь-малютка, красно-серая полевка, дальневосточная полевка, сибирская красная полевка.
Отряд Хищные: амурский тигр, дальневосточный лесной кот, рысь, дальневосточный леопард (постоянно обитал до середины 70-х годов XX века), серый волк, красный волк (в настоящее время не фиксируется), лисица, енотовидная собака, харза, барсук, соболь, колонок, норка, выдра, ласка, медведь бурый, гималайский медведь.
Отряд Парнокопытные: кабан, изюбр, пятнистый олень, косуля, горал, кабарга.
В районе расположения национального парка преобладает лесная орнитофауна — свыше 100 гнездящихся видов. В кедрово-широколиственных и кедрово-еловых (экотонных) лесах — до 43 видов, а в типичных ельниках на склонах г. Облачная — до 28 видов птиц. С высокогорным ландшафтом этой вершины экологически связаны 12 гнездящихся видов. С массивом лиственницы (ур. Мута) экологически связан совершенно особый комплекс птиц из 10 гнездящихся видов.
| Виды, включённые в Красную книгу РФ | Виды, включённые в Красную книгу РФ |
| Название                            | Научное название                    |
| ----------------------------------- | ----------------------------------- |
| Беспозвоночные                      |                                     |
| Земноводные                         |                                     |
| Птицы                               |                                     |
| Черный аист                         | Ciconia nigra                       |
| Скопа                               | Pandion haliaetus                   |
| Орлан-белохвост                     | Haliaeetus albicilla                |
| Хохлатый осоед                      | Pernis ptilorhynchus                |
| Мандаринка                          | Aix galericulata                    |
| Чешуйчатый крохаль                  | Mergus squamatus                    |
| Рыбный филин                        | Ketupa blakistoni                   |
| Иглоногая сова                      | Ninox scutulata                     |
| Млекопитающие                       |                                     |
| Амурский тигр                       | Panthera tigris altaica             |
| Дальневосточный леопард             | Panthera pardus orientalis          |
| Красный волк                        | Cuon alpinus                        |

## Флора
Территория Южной части Приморского края за последние миллионы лет не подвергалась покровному оледенению. Этот факт, в сочетании со спецификой географического положения и особенностями климата, является причиной уникального разнообразия растительного мира. На территории национального парка произрастают как современные виды растений, так и представители древней, формировавшейся в раннем кайнозое, флоры.
Планомерных лихенологических исследований на территории национального парка «Зов Тигра» не проводилось. В 1944—1946 гг. П. П. Жудовой на горах Облачная и Снежная была собрана коллекция лишайников из 19 видов. Скириной И. Ф. этот список был дополнен до 89 видов. Планомерные исследования лихенофлоры были проведены на близлежащих территориях — в Лазовском (381 видов) заповеднике и Верхне-Уссурийском стационаре (120 видов). Учитывая это, можно предположить, что видовой состав лишайников данной территории может насчитывать около 400 видов. Эта информация на данном этапе работ может быть принята за основу для характеристики в общих чертах лихенофлоры района исследований.
| Виды, включённые в Красную книгу РФ | Виды, включённые в Красную книгу РФ |
| Название                            | Научное название                    |
| ----------------------------------- | ----------------------------------- |
| Покрытосеменные                     |                                     |